# Ropalidia binghami
Ropalidia binghami är en getingart som beskrevs av Vecht 1941. Ropalidia binghami ingår i släktet Ropalidia och familjen getingar. Utöver nominatformen finns också underarten R. b. wegneri.